# Prieuré hospitalier de Toulouse
Le prieuré hospitalier de Toulouse, appelé l’hôtel des chevaliers de Saint-Jean de Jérusalem ou simplement hôtel Saint-Jean, parfois désigné comme l’hôtel de Malte, est un hôtel particulier situé au no 32 rue de la Dalbade, dans le centre historique de Toulouse. Il constitue un ensemble exceptionnel de l'architecture tardive de la Renaissance et du baroque à Toulouse. 
L'hôtel fut pour les chevaliers de l'ordre de Saint-Jean de Jérusalem le siège, du début du XIIe siècle à la fin du XVIIIe siècle, du grand prieuré hospitalier de Toulouse, le deuxième grand prieuré de la langue de Provence après celui de Saint-Gilles. Le prieuré médiéval, aménagé à partir du XIIe siècle, est complètement reconstruit à la fin du XVIIe siècle. Les travaux, dirigés par l'architecte toulousain Jean-Pierre Rivalz entre 1668 et 1680, donnent naissance au bâtiment actuel. Ce vaste bâtiment, qui s'organisait autour d'un vaste cloître, comprenait une église, un collège, une bibliothèque, une tour pour les archives et le trésor, des logements pour les chevaliers et même des écuries. L'hôtel, malgré des travaux postérieurs, a conservé son identité. 
La protection de l'hôtel n'est intervenue que tardivement. En 1986, il est partiellement inscrit aux monuments historiques, avant d'être classé en 1990.

## Histoire

### Moyen Âge
Au début du XIIe siècle, les Hospitaliers de Saint-Jean de Jérusalem s'installent à Toulouse. Ils occupent d'abord, jusqu'en 1110, l'église de la Dalbade, qui dépend du prieur de la Daurade, mais ils en sont expulsés. C'est pourquoi ils obtiennent, entre 1116 et 1121, de l'évêque de la ville, Amelius Raymond du Puy, dont un frère, Raymond du Puy, est un futur supérieur de l'ordre, la concession de l'église Saint-Rémi. Cette petite église, qui aurait été fondée par l'évêque Germier, se trouve à l'angle des rues Saint-Rémésy et Saint-Jean,. Les hospitaliers accroissent progressivement leurs droits, tels que l'autorisation d'acquérir des biens dans tout le diocèse de Toulouse, le droit donné en 1160 par l'évêque Raimond de Lautrec d'avoir un cimetière pour les membres de leur ordre ou encore la possibilité accordée en 1175 par le comte de Toulouse Raimond V d'avoir un four. Ils reçoivent également le droit de faire construire une tour, connue comme la tour des Archives. 
Les Hospitaliers s'enrichissent considérablement et possèdent, au XIIIe siècle, de vastes emprises foncières entre la rue de la Dalbade et la Garonnette. Ils élargissent en particulier l'emprise de leur commanderie entre les rues de la Dalbade, Saint-Jean et Saint-Rémésy, dans un espace qui prend le nom de canton des Hospitaliers. L'église Saint-Rémi, qui leur tient lieu de chapelle, est déplacée à l'angle des rues de la Dalbade et Saint-Jean. Afin d'assurer leurs revenus, ils inféodent des maisons (comme l'actuel no 29). Vers 1200, la commanderie hospitalière occupe un vaste site enclos de murs, qui comprend un hôpital, l’église Saint-Rémi, un cloître bordé de chapelles, comme celle de Saint-Léonard à l'est, le logis des hospitaliers à l'ouest, bordé de sept boutiques ouvrant sur la rue de la Dalbade, une puissante tour contenant les archives et les reliques, ainsi qu'un cimetière.
Les Hospitaliers entrent cependant en concurrence avec les Templiers, qui ont établi leur maison toulousaine non loin de la leur, dans la rue du Temple (actuel no 31 rue de la Fonderie). Mais en 1307, le roi de France Philippe IV le Bel fait arrêter les Templiers dans tout le royaume de France et mettre leurs biens sous séquestre. Après la suppression de leur ordre par le concile de Vienne en 1311, leurs possessions sont accordées aux Hospitaliers l'année suivante. C'est Déodat de Roaix qui est chargé, à Toulouse, de surveiller le transfert des propriétés.
La grande richesse de la maison hospitalière toulousaine lui permet de recevoir en 1315 le rang de grand prieuré : elle est placée, au côté du grand prieuré de Saint-Gilles, à la tête de la langue de Provence. Les hospitaliers, devenus propriétaires de la Maison du Temple, y installent en 1408 un hôpital, appelé hôpital du Temple. Le prieur provincial fait aussi construire son logis dans la maison voisine (actuel no 13 rue de la Dalbade). Ils agrandissent également l'église (actuel no 15 rue de la Dalbade), placée dès lors sous les vocables de Notre-Dame de la Conception et de Sainte-Barbe. Derrière les bâtiments qui donnent sur la rue se trouve également un cimetière, du côté de la Garonnette.

### Période moderne
Au début du XVIe siècle, l'ordre des Hospitaliers connaît une évolution majeure, consécutive à la perte de Rhodes en 1523. En 1530, l'Ordre s'installe à Malte, dont il est considéré comme le souverain par décision de l'empereur Charles Quint. À Toulouse, le grand prieuré hospitalier poursuit son œuvre, mais en 1525, l'hôpital du Temple, réuni à l'Hôtel-Dieu Saint-Jacques, dans le quartier Saint-Cyprien, est supprimé. Les bâtiments sont réutilisés vers 1550 pour y ouvrir un collège, connu comme le collège du Temple. Il accueille sept prêtres, desservant l'église Saint-Rémi, et quatre étudiants. 
Au milieu du XVIIe siècle, de vastes travaux sont entrepris. L'église Saint-Rémi est restaurée en 1641, à la demande du prieur de Toulouse, Georges de Castellane d'Aluys. Le cimetière de la rue Saint-Rémésy est en revanche abandonné en 1655. En 1660, le logis du prieur (actuel no 13) est délaissé et loué à Jean Folquier, un aubergiste qui y ouvre l'hôtellerie du Raisin, déplacée de la rue des Paradoux. 
Mais les travaux les plus considérables commencent en 1665, lorsque l'hôtel Saint-Jean est complètement reconstruit sur l'ordre du prieur, Antoine de Roubin Graveson, sur les plans de l'architecte et peintre officiel de la Ville, Jean-Pierre Rivalz. La plupart des bâtiments, en particulier le cloître, sont démolis. Jean-Pierre Rivalz, pour les nouveaux bâtiments, trace des plans inspirés par les mouvements architecturaux de la Renaissance tardive et du baroque. Il s'inspire en particulier, dans l'élévation de l'aile occidentale construite entre 1668 et 1672, du palais Chigi à Rome. Les travaux pour les ailes sud et est se déroulent entre 1680 et 1684. Les travaux sont complètement achevés en 1685.

### Époque contemporaine
Au moment de la Révolution française, les congrégations religieuses sont dispersées. Le prieuré des hospitaliers devient propriété nationale et est affecté, en 1806, à la 10e cohorte de la Légion d'honneur, dont le projet est de trouver un hospice et un logement pour recueillir les membres de la Légion d'honneur et les militaires invalides. Mais dès 1809, l'hôtel est abandonné au profit du collège de l'Esquile et mis en vente. 
L'hôtel Saint-Jean est finalement racheté par la corporation des marchands de draps de la ville, qui ouvre une foire aux draps dans ses murs. En 1813, la tour des archives est démolie. En 1839, c'est au tour de l'église Saint-Rémi, qui est détruite, tandis que la façade est prolongée de cinq travées, dans le même style que la façade de Jean-Pierre Rivalz, jusqu'à la rue Saint-Jean,. À la fin du XIXe siècle, la foire aux draps de l'hôtel Saint-Jean disparaît, puis, en 1903, le bâtiment est racheté par la Chambre de commerce de la ville, qui y installe son École supérieure de commerce. Pendant la Première Guerre mondiale, les locaux retrouvent une fonction hospitalière, puisqu'ils sont utilisés comme hôpital complémentaire.
À la fin du XXe siècle, l'hôtel Saint-Jean connaît bien des vicissitudes. Après que l’école supérieure de commerce a quitté les bâtiments de l'hôtel Saint-Jean en 1985, il s'agit de leur trouver une nouvelle affectation. L'hôtel est racheté par le Ministère des Finances, qui y installe en 1986 la Cour régionale des comptes de Midi-Pyrénées,. 
En 1995, le Ministère de la Culture acquiert le bâtiment afin d'y installer les bureaux de la Direction régionale des Affaires culturelles (DRAC), afin d'y regrouper ses différents services, éclatés sur quatre sites différents, rue du Taur, place Alfonse-Jourdain, rue Roquelaine et rue Chabanon. Le ministère lance un concours d'architecture, remporté par le bureau des architectes toulousains Jacques Munvez, Pierre-Luc Morel et Alain Castel, pour la réhabilitation des lieux. Mais l'hôtel, avant même le début des travaux, est occupé par les membres du collectif La Ville habitée, avec le soutien de Léon Schwartzenberg, afin d'y loger plusieurs familles mal logées.
Après l'expulsion du collectif au bout de seulement 24 heures, les travaux sont rapidement engagés. Ils sont l'occasion d'une importante fouille archéologique. En 1997, elles révèlent la présence de peintures murales du Moyen Âge et des enfeus datés de la fin de l'époque médiévale : on fait même quelque temps l'hypothèse de la présence du tombeau du comte Raimond VI. Les travaux de réhabilitation, s'ils prévoient de restaurer les parties anciennes de l'hôtel, et particulièrement la façade de la rue de la Dalbade, s'accompagnent de la destruction de toutes les maisons de la rue Saint-Rémésy, depuis la rue Saint-Jean jusqu'à la rue Henri-de-Gorsse (anciens n° 25 à 33). Un bâtiment moderne est construit à leur emplacement. Après l'achèvement des travaux, entre 2003 et 2005, l'hôtel accueille les bureaux de la DRAC Midi-Pyrénées.

## Description
La façade principale de l'hôtel sur la rue de la Dalbade, construite en 1668, est sans doute la plus belle réussite de l'architecte toulousain Jean-Pierre Rivalz. Elle se développe entre l'église de la Dalbade, dont elle était autrefois séparée par une ruelle aujourd'hui fermée, et la rue Saint-Jean. Elle s'étire sur quatorze travées, ponctuées par deux portails, mais seules les neuf premières sont l’œuvre de Rivalz, les dernières ayant été ajoutées après la destruction de la façade de l'église Saint-Rémi et les travaux d'aménagement réalisés en 1840. La façade repose sur un solin en pierre de taille, qui marque le rez-de-chaussée. Les fenêtres de l'étage noble alternent les frontons triangulaires et les frontons curvilignes. Des motifs de merlettes héraldiques évoquant les armes des familles s'étant distinguées lors des croisades ornent le bandeau horizontal, à l'appui des fenêtres du premier étage,. 
Le portail est encadré de deux colonnes et est surmonté d'une frise, toutes d'ordre dorique. Dans le tympan du portail est placée une imposante ferronnerie au centre de laquelle se trouve une croix de Malte. Il s'ouvre sur un passage couvert monumental. Il mène à la cour d'honneur, autour de laquelle s'organise les bâtiments de l'hôtel. La cour est bordée sur trois côtés, à l'ouest, au sud et à l'est, de larges arcades en plein cintre, tandis que le côté nord est fermé par le flanc sud de l'église de la Dalbade. Il permet de distribuer plusieurs pièces collectives, telle l'ancienne salle capitulaire au rez-de-chaussée de l'aile est.
Dans l'aile sud, l'espace de l'ancienne église Saint-Rémi est remplacé par deux salles superposées à piliers et colonnes, qui servirent de dépôts au XIXe siècle. Elles occupent une partie de l'aile jusqu'à l'angle sud-ouest. Le mur nord de la salle du bas, qui correspond au mur de l'ancienne église Saint-Rémi, qui avait déjà été épargné par la reconstruction de Jean-Pierre Rivalz, contient deux enfeus médiévaux, datés du XIIe siècle. Un des enfeus est orné de peintures du XIIIe siècle, représentant deux anges, une crucifixion, la figure en pied de l'apôtre Jacques et celle d'un personnage non identifié. On trouve également des motifs, datés du XVIIe siècle, de rinceaux sur les plafonds contenant de petits animaux.
L'extension contemporaine, située à l'arrière de l'hôtel, se développe le long de la rue Saint-Rémésy, en englobant l'ancien bâtiment des écuries.

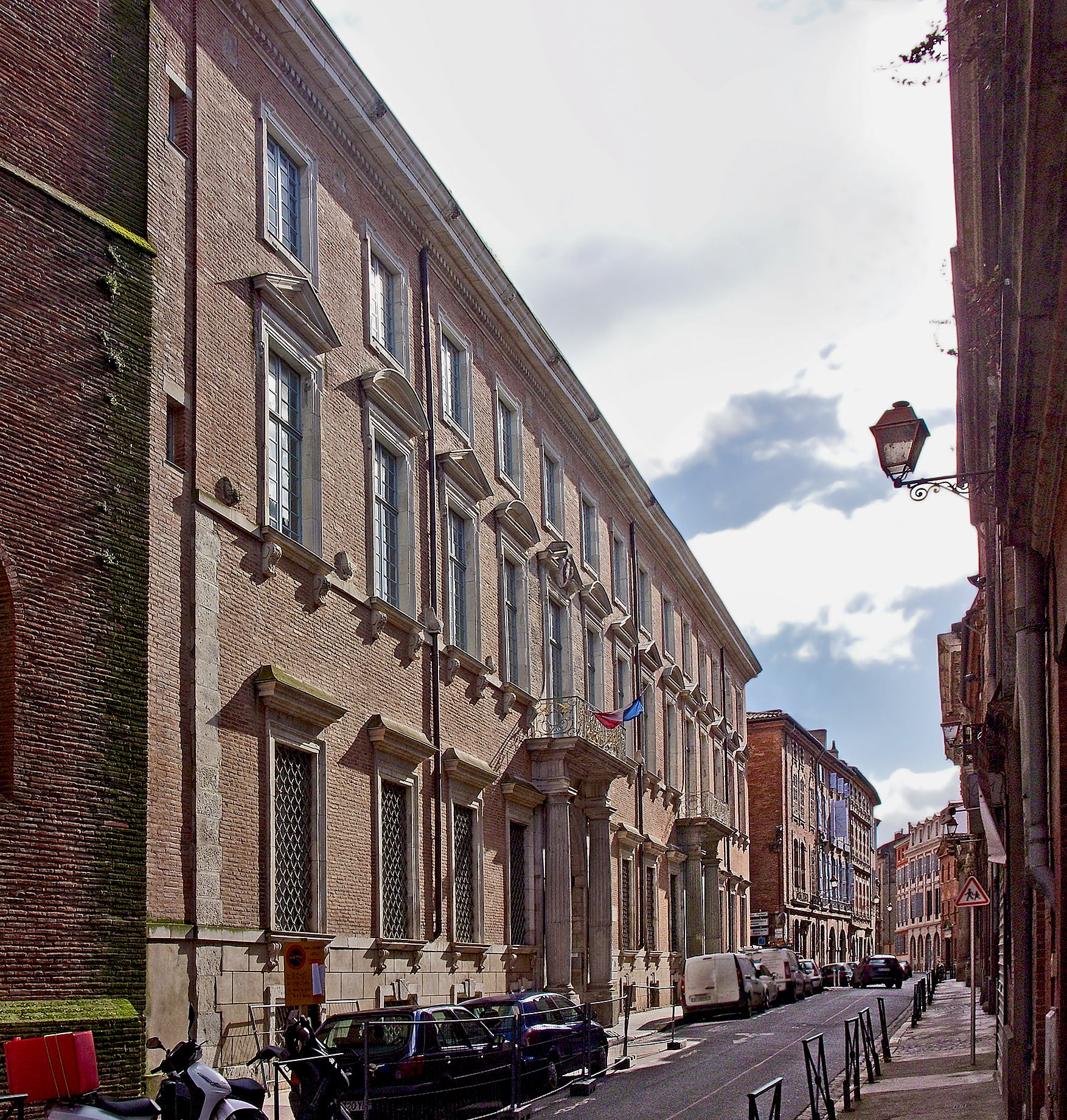
Façade sur rue
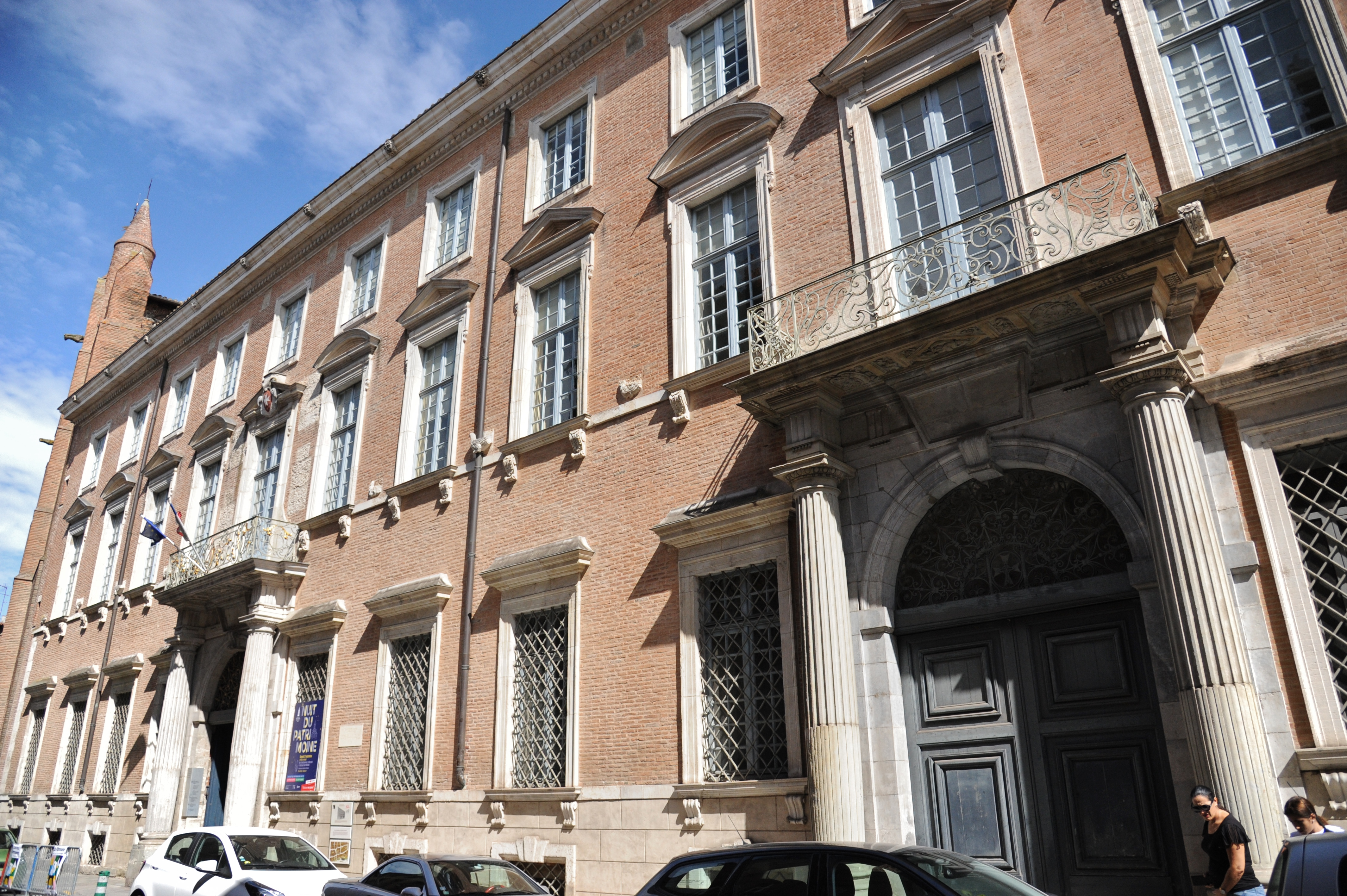
Façade principale
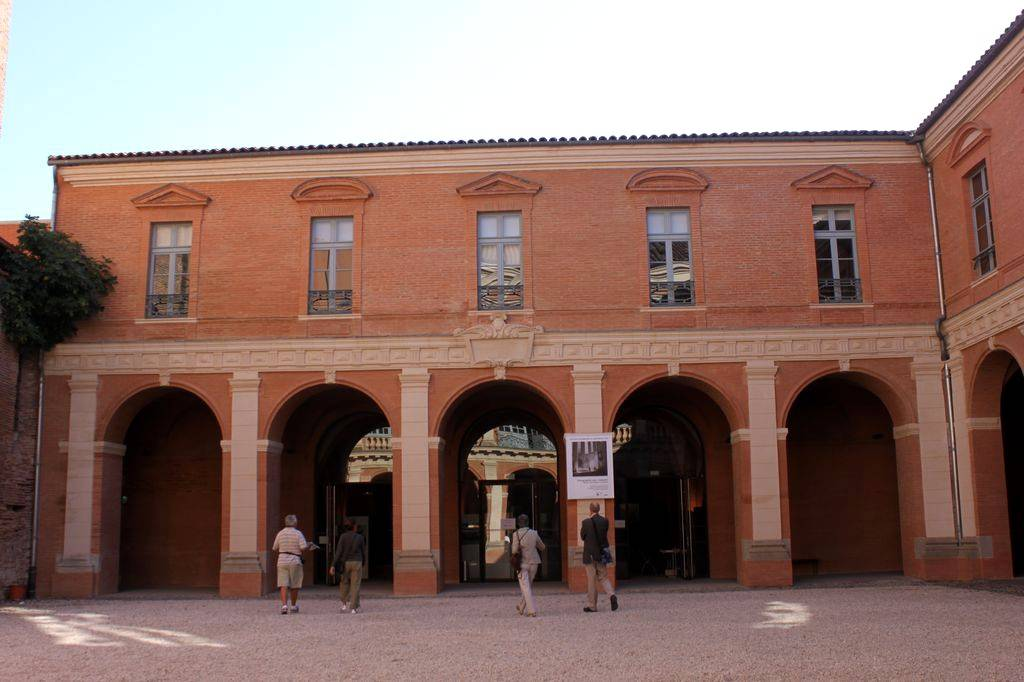
Cour intérieure
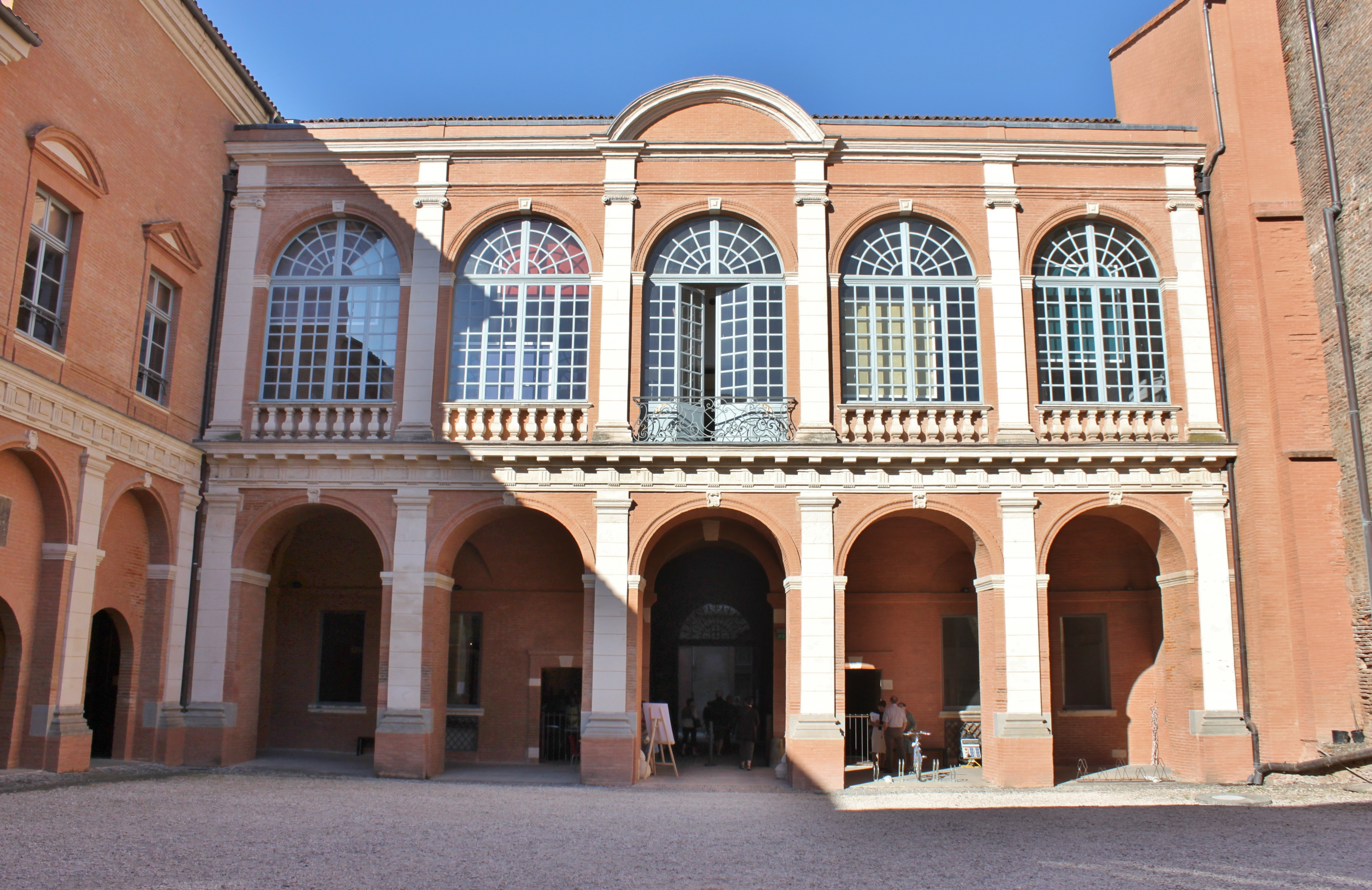
Cour intérieure
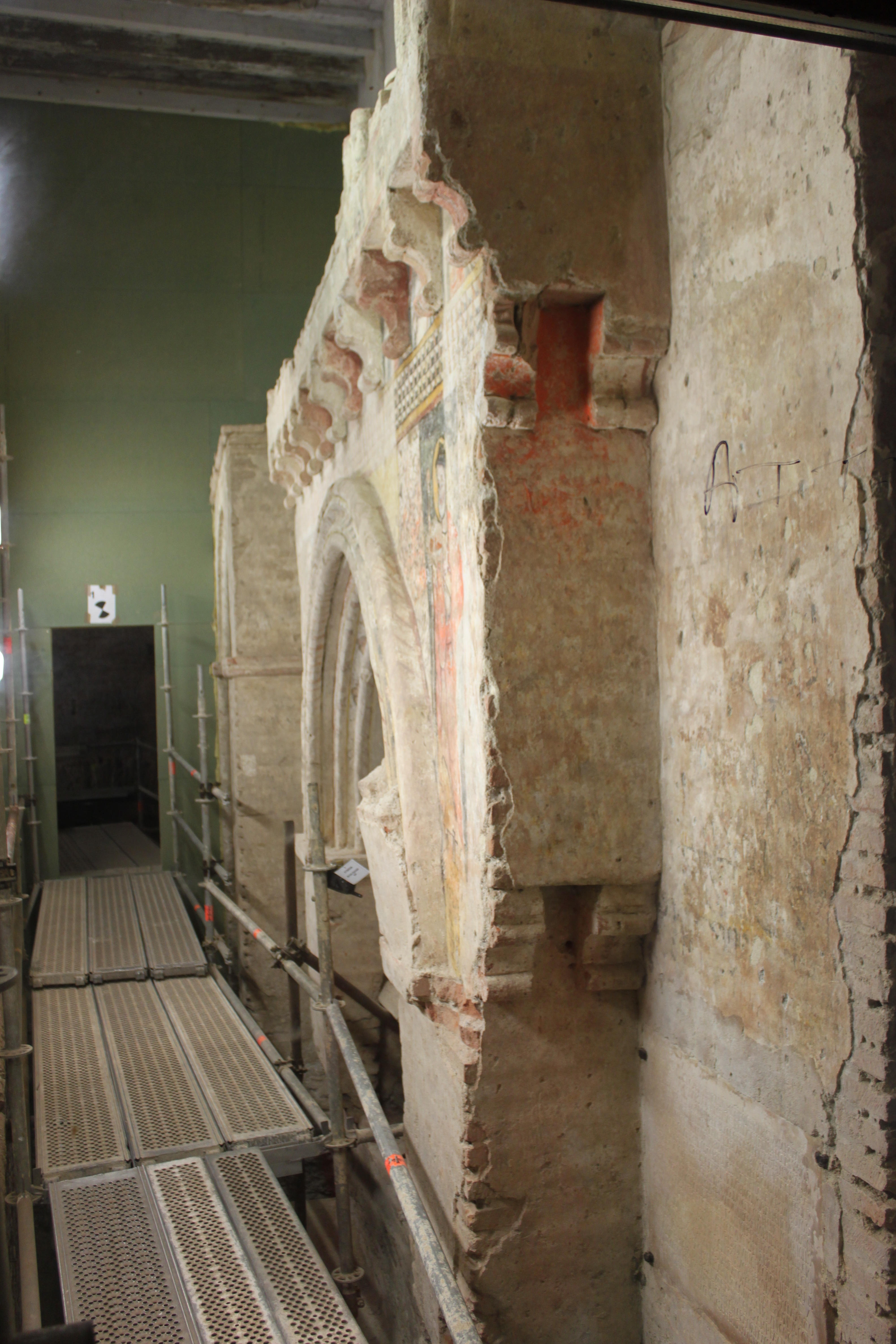
Sarcophage médiéval
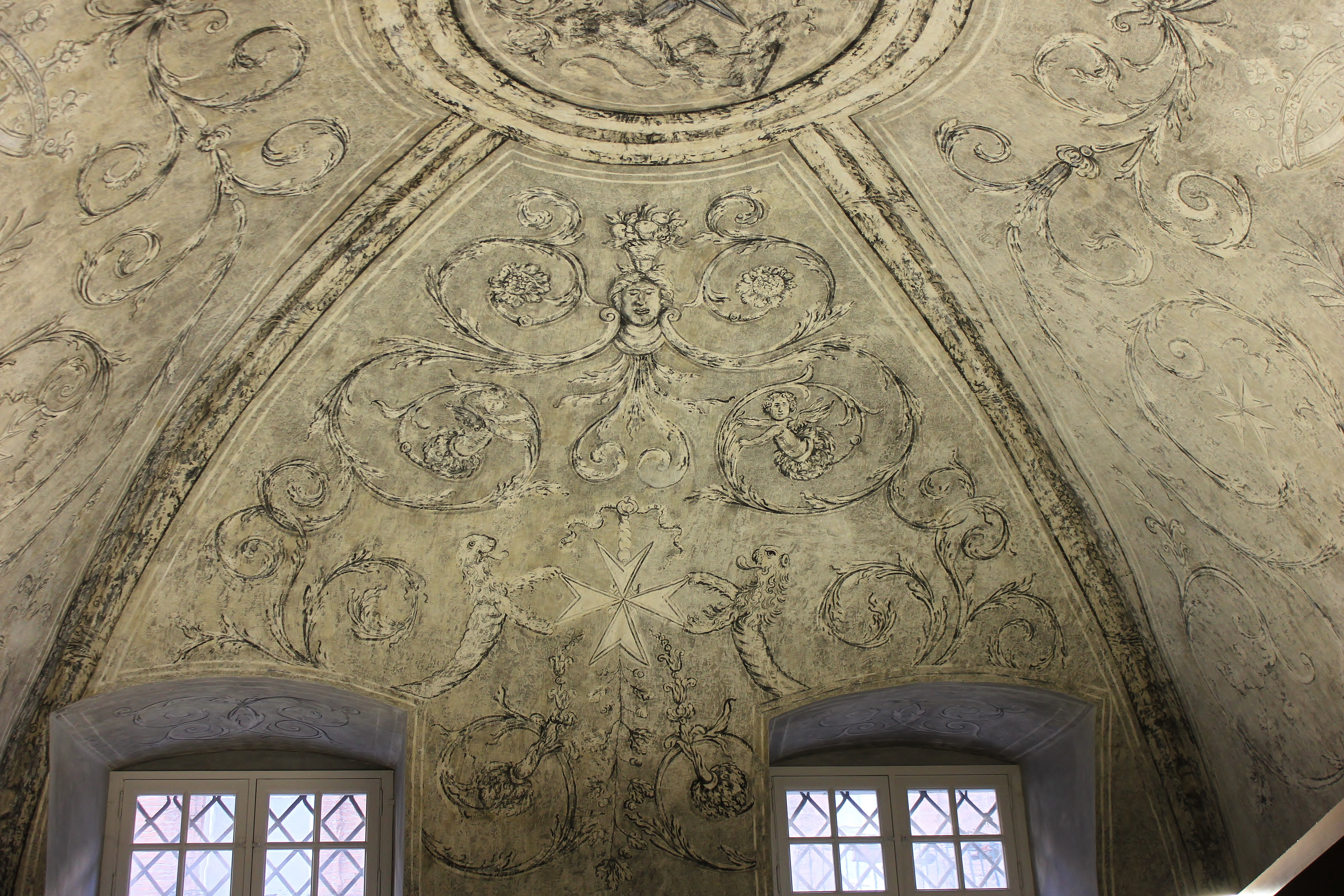
Décoration au plafond
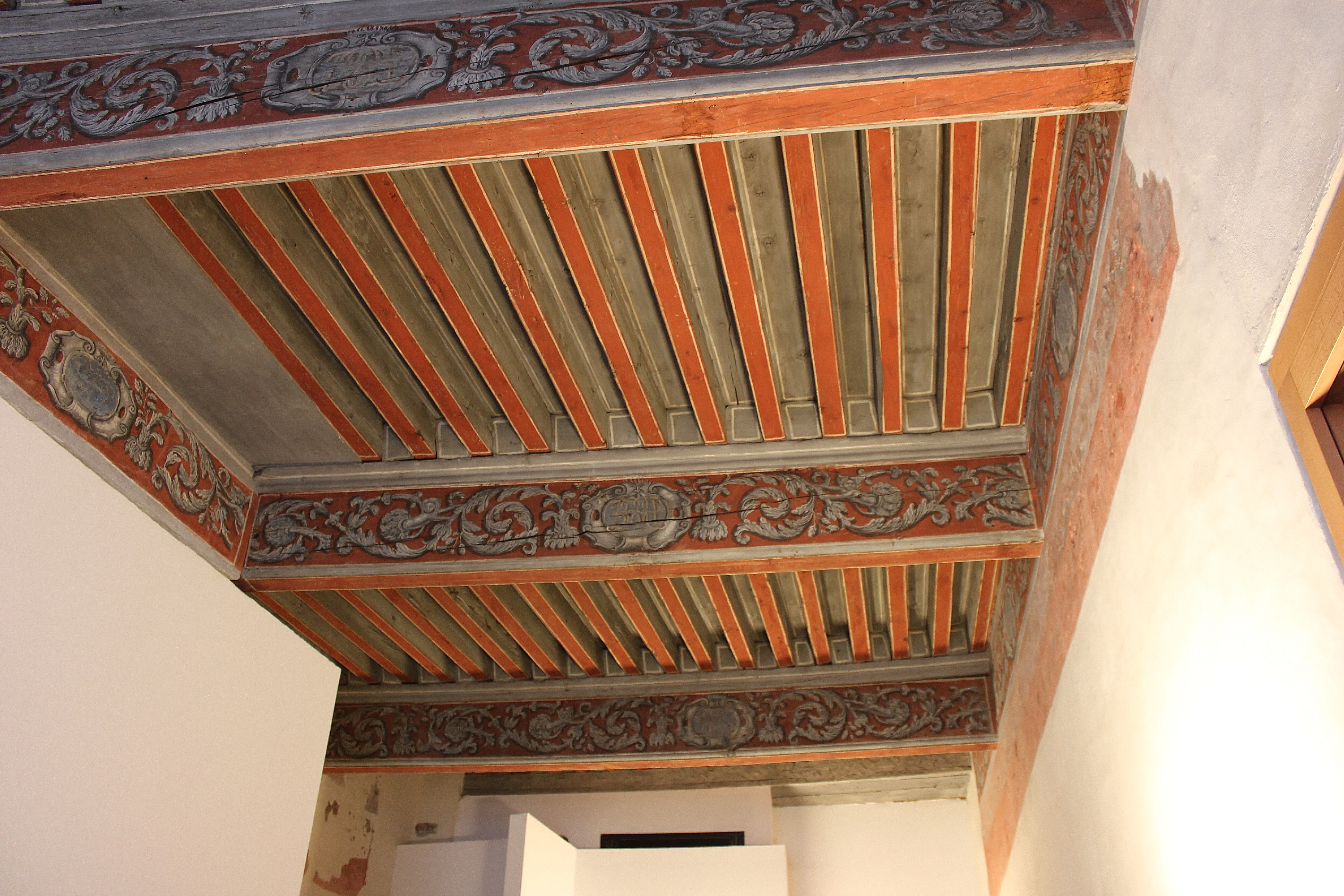
Plafond à la française
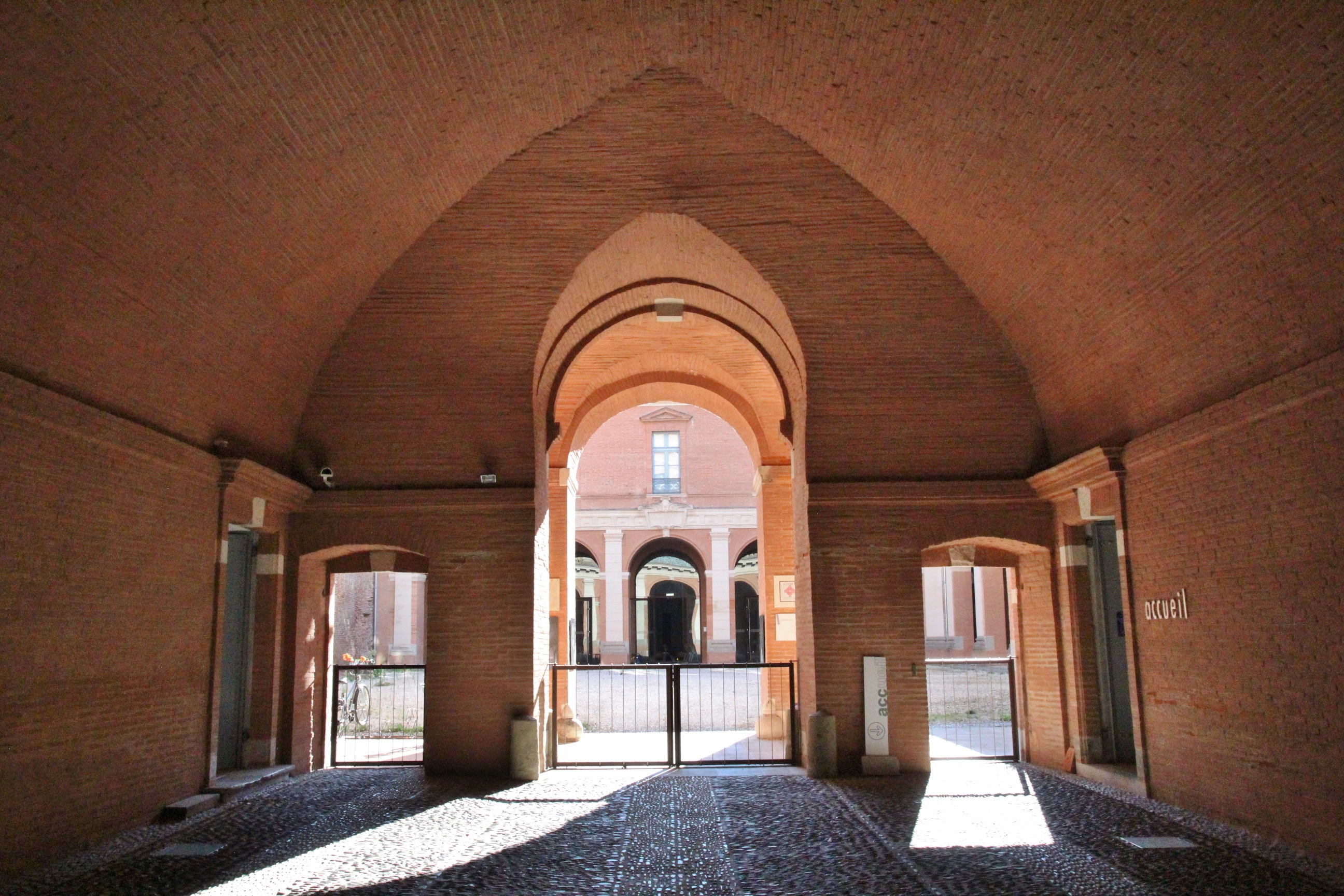
Vestibule
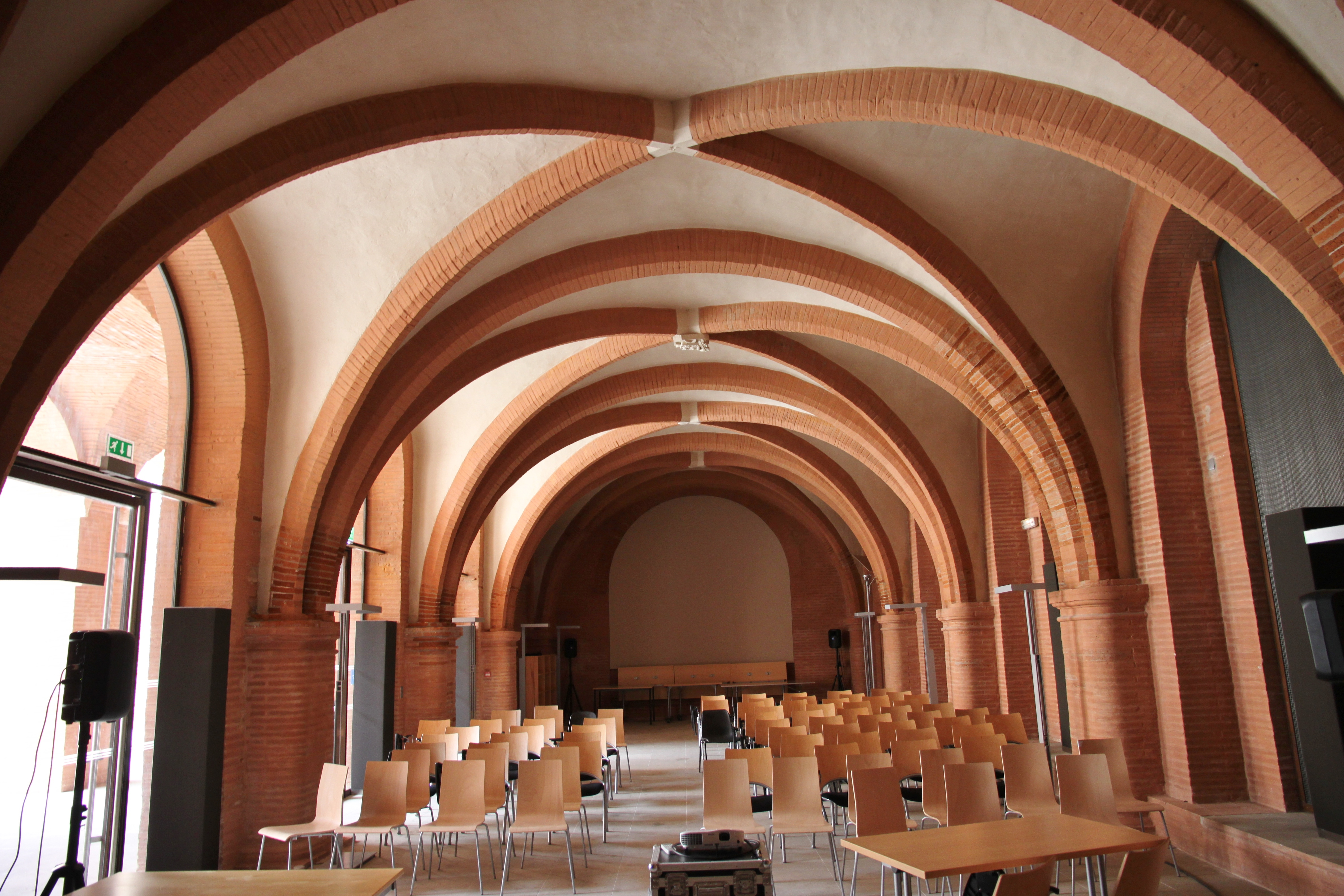
Salle voûtée, anciennes écuries
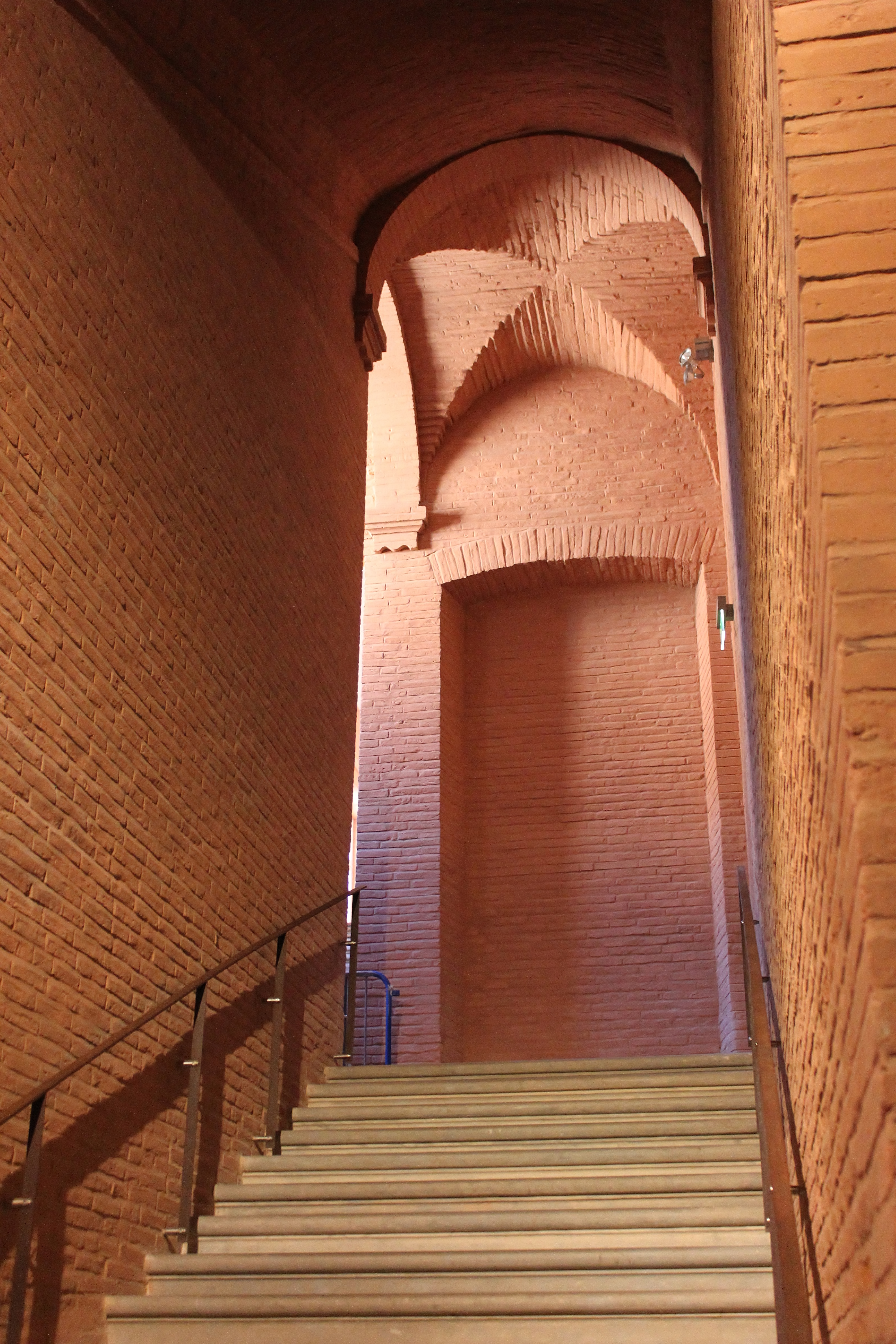
Grand escalier
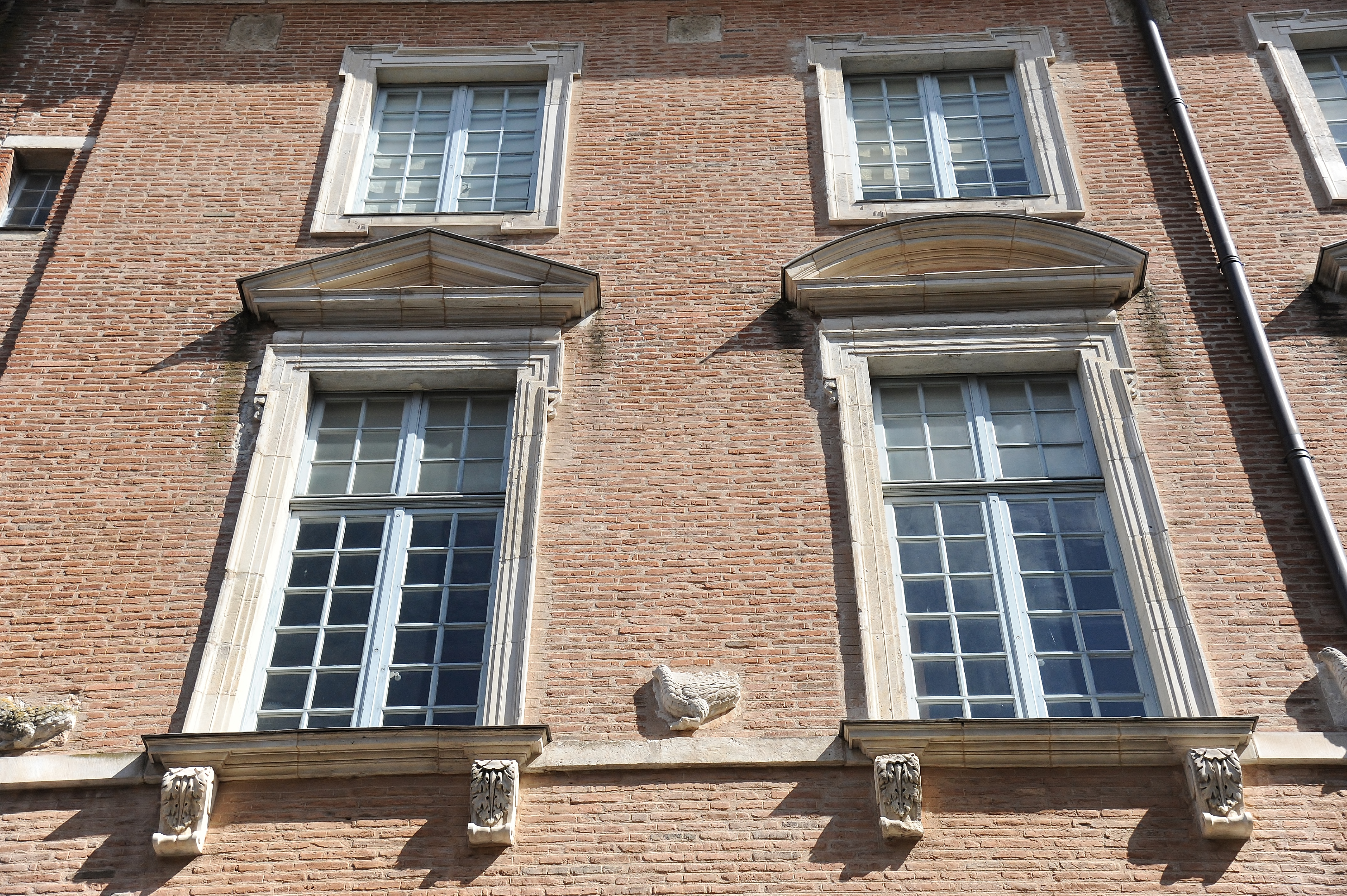
fenêtres sur rue
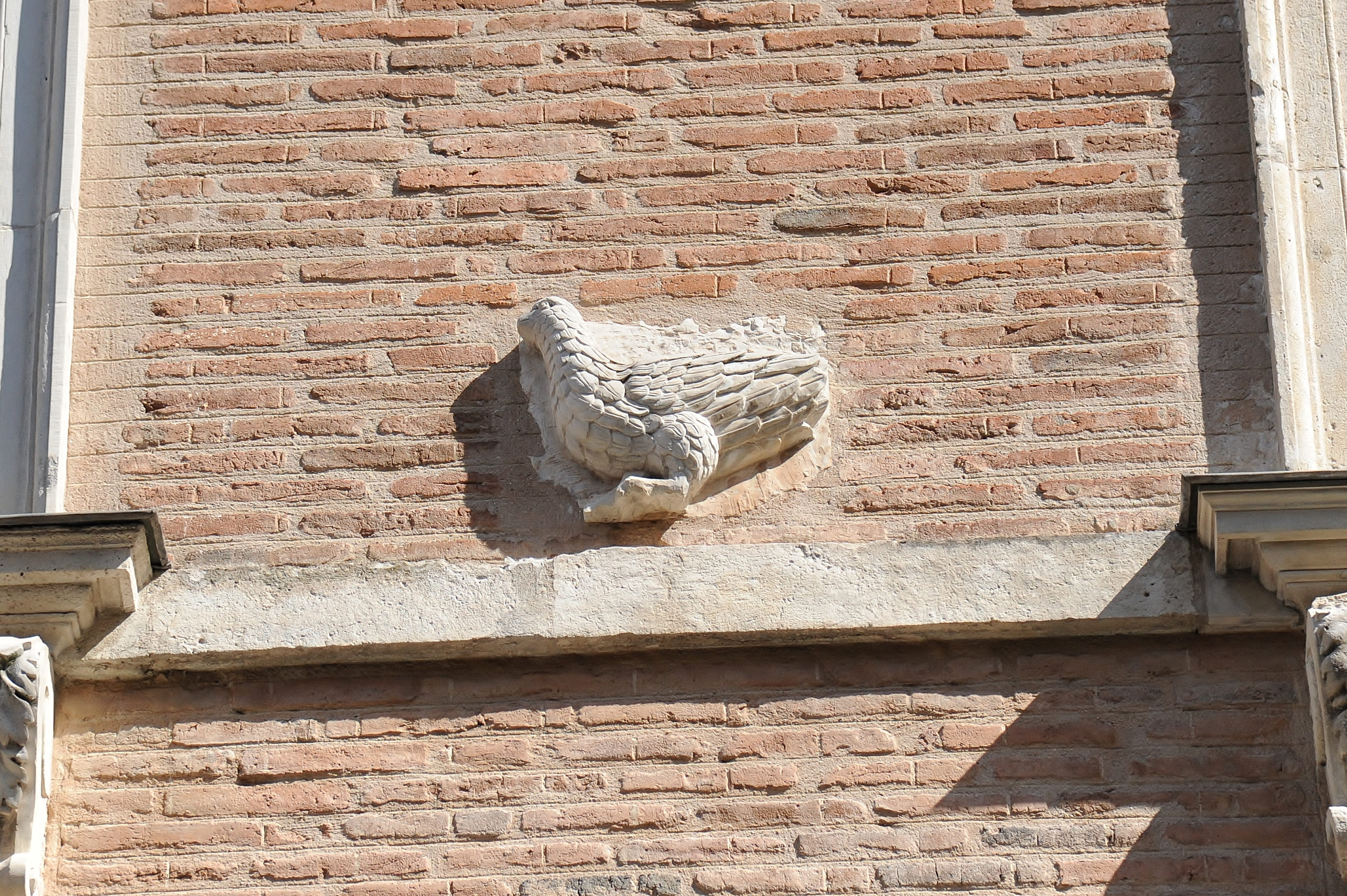
Merlette héraldique
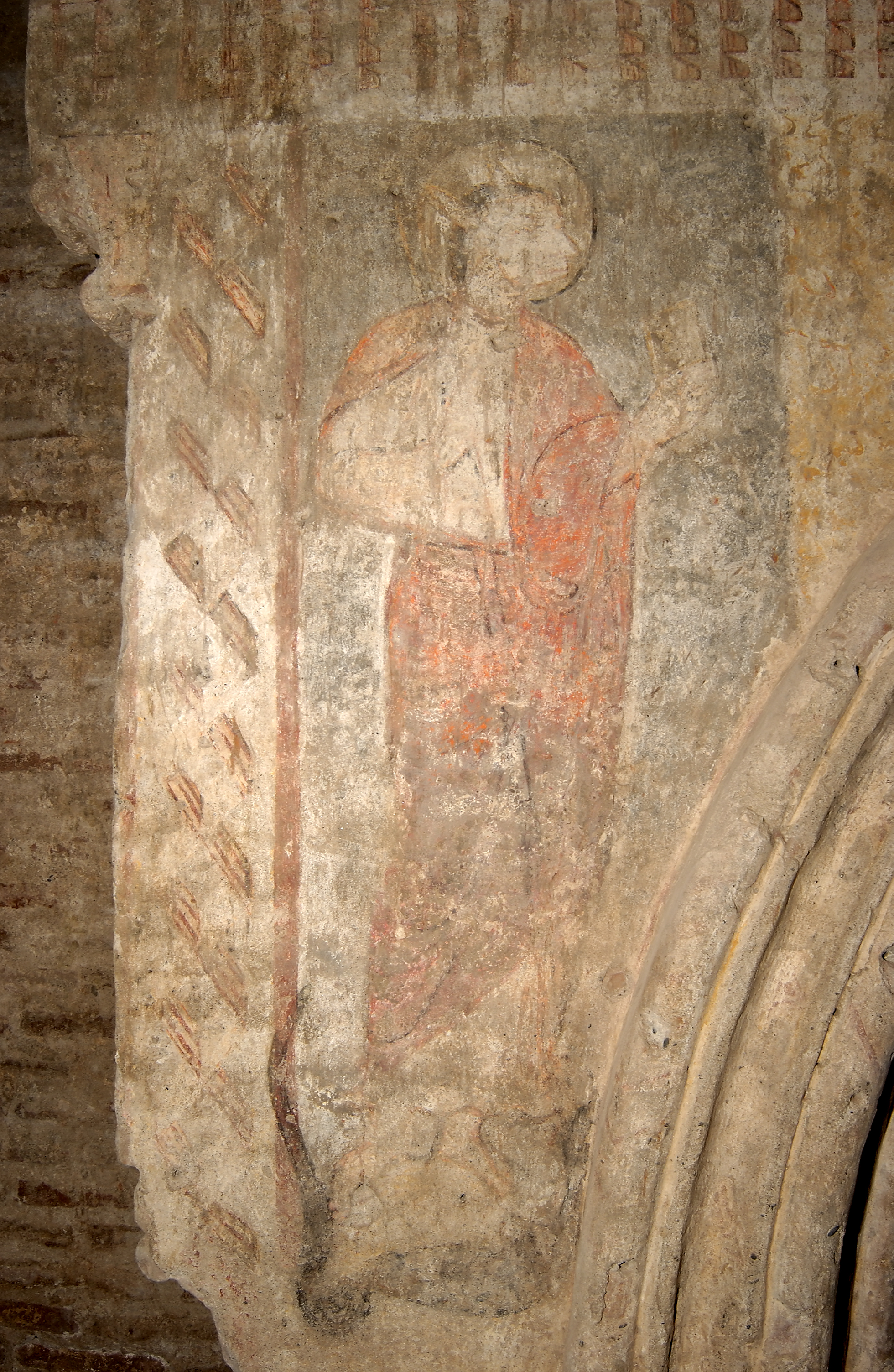
Détail d'un enfeu médiéval
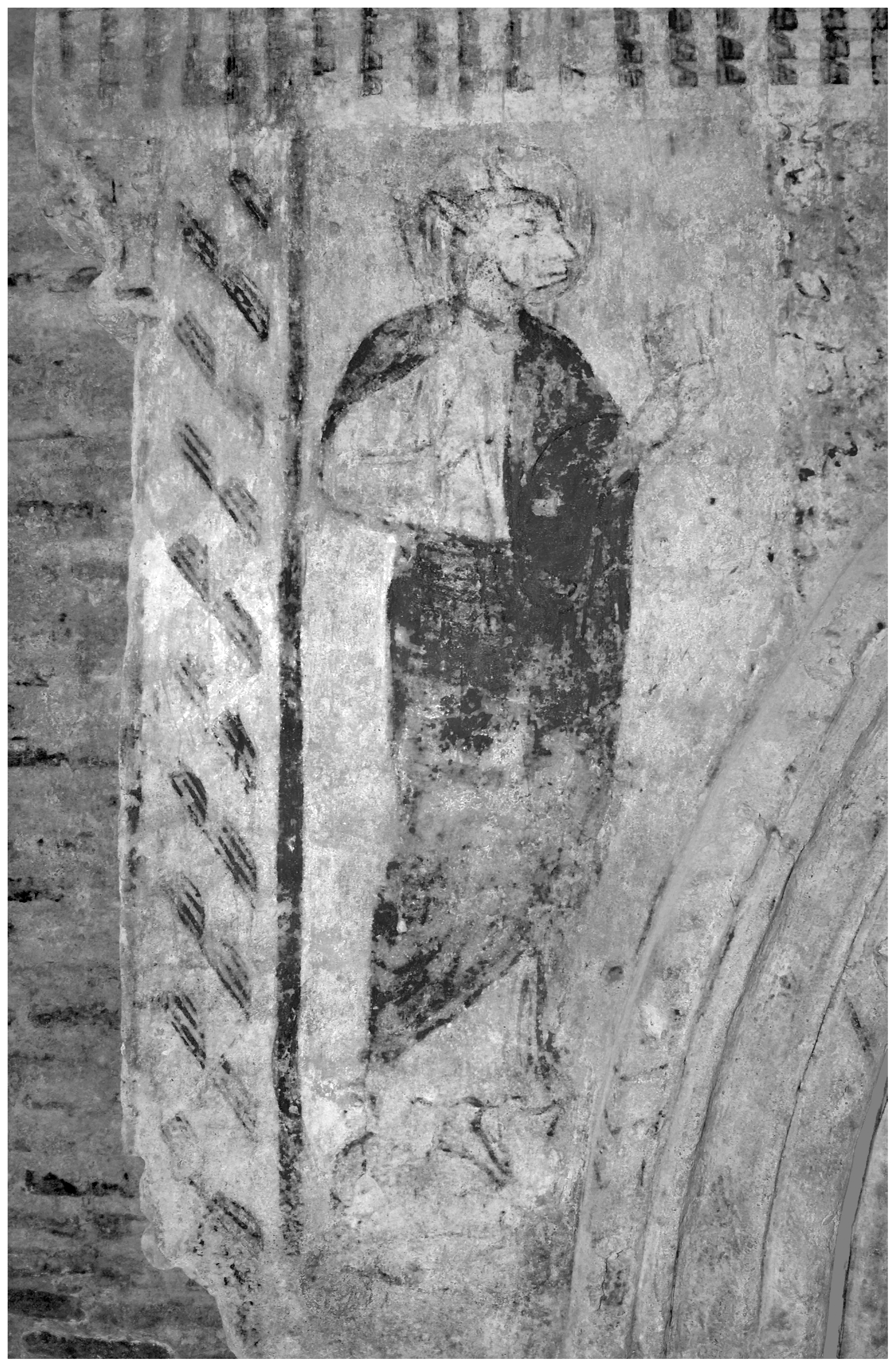
Détail d'un enfeu médiéval
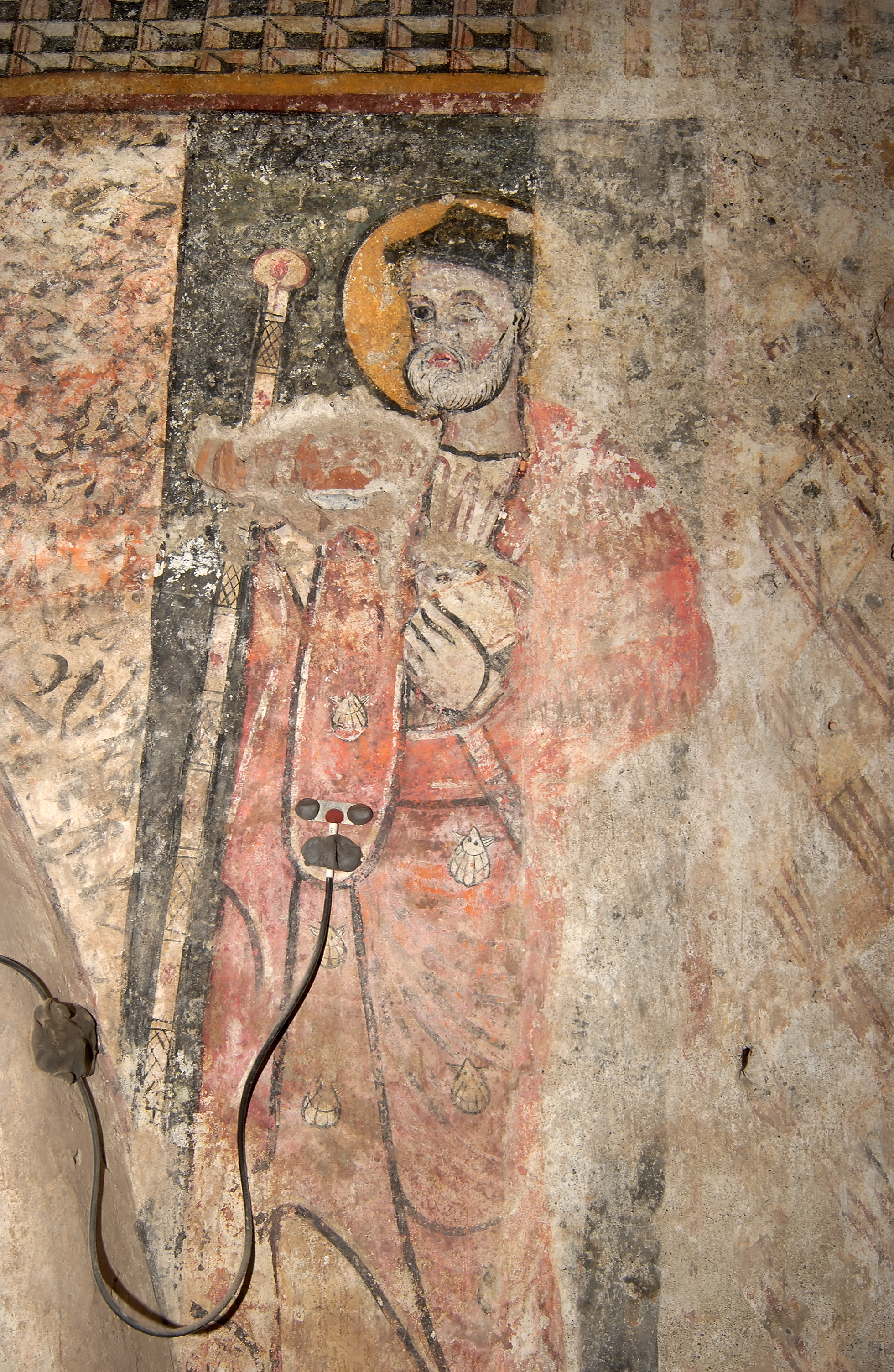
Détail d'un enfeu médiéval
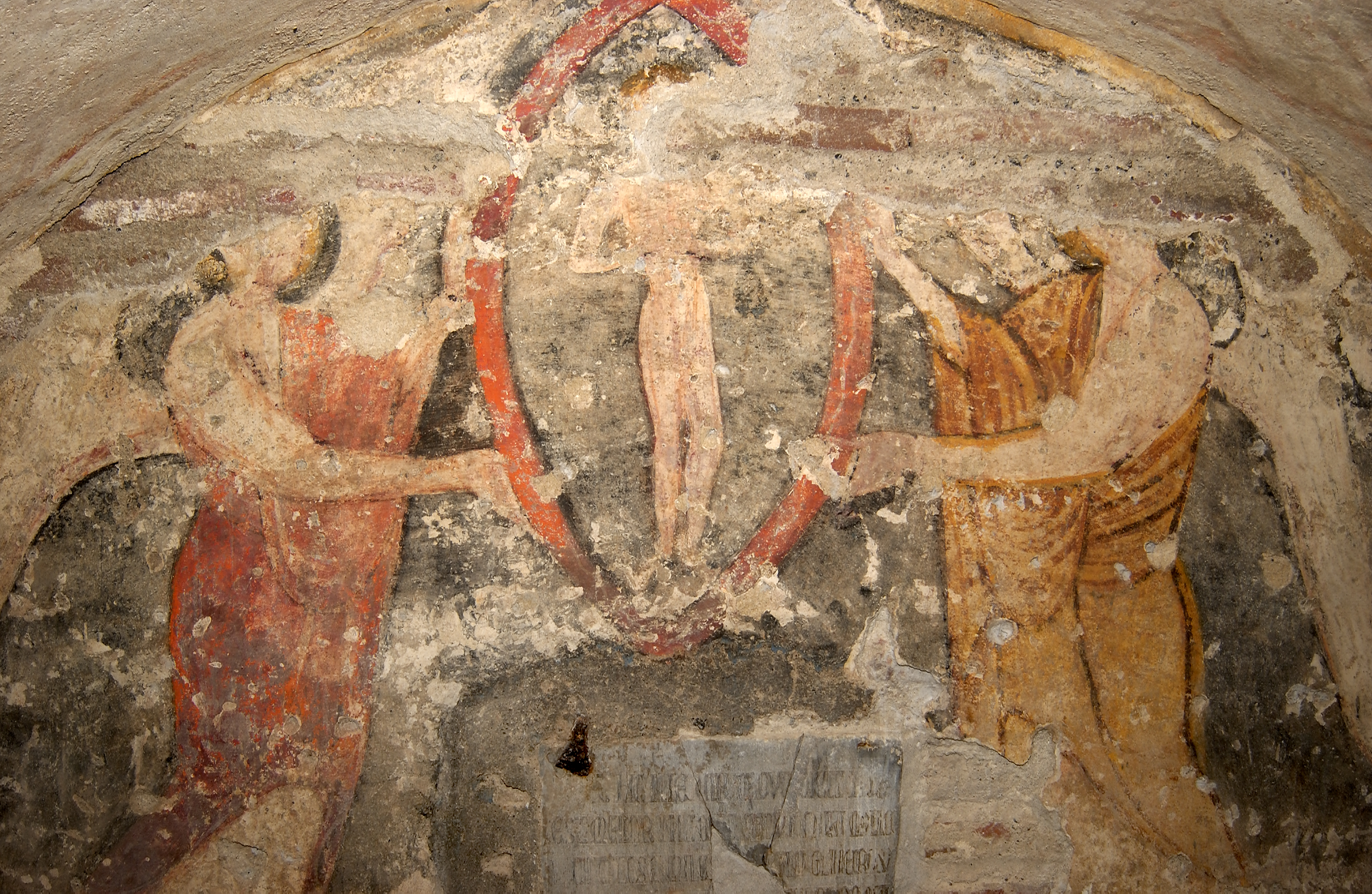
Détail d'un enfeu médiéval
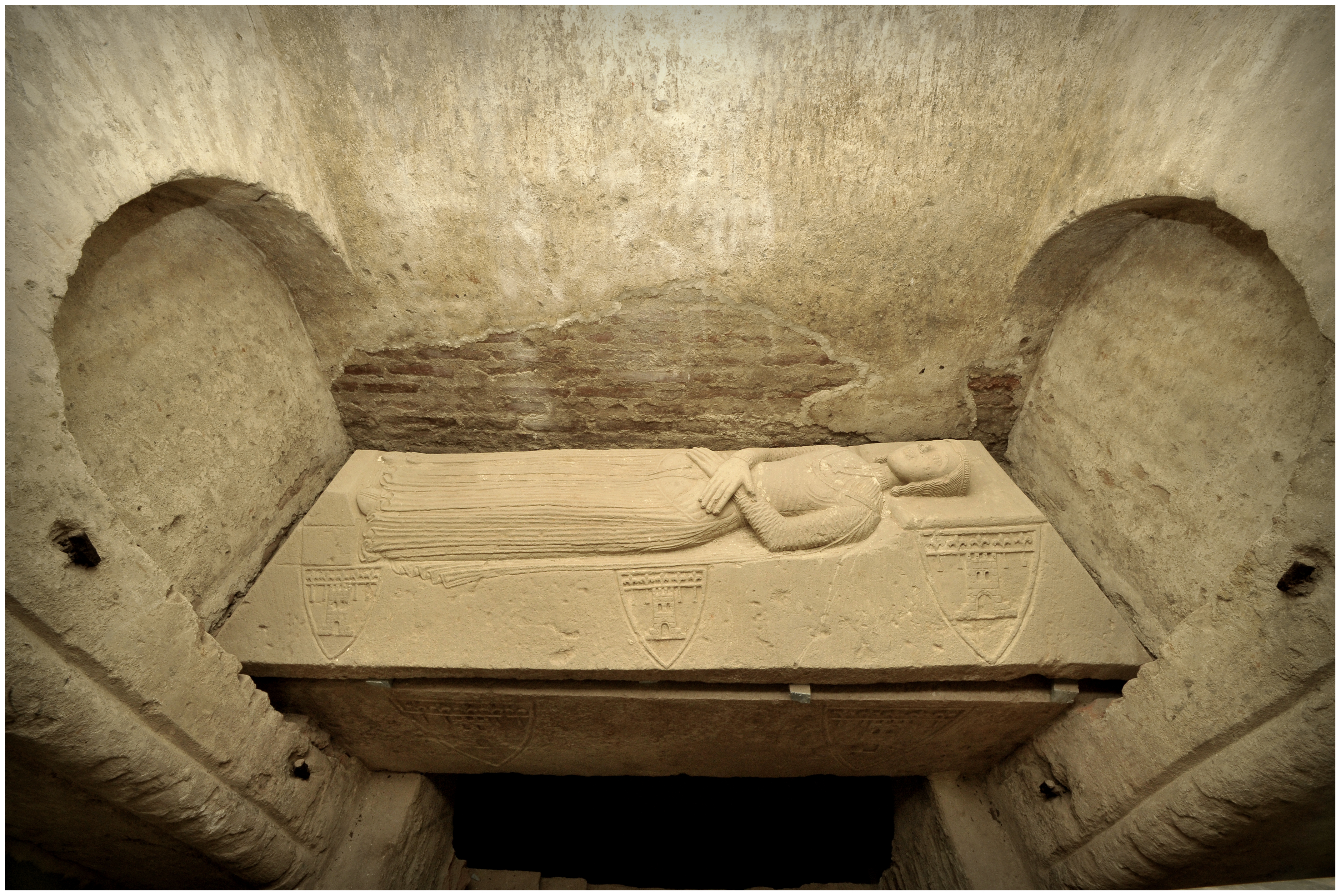
Gisant médiéval
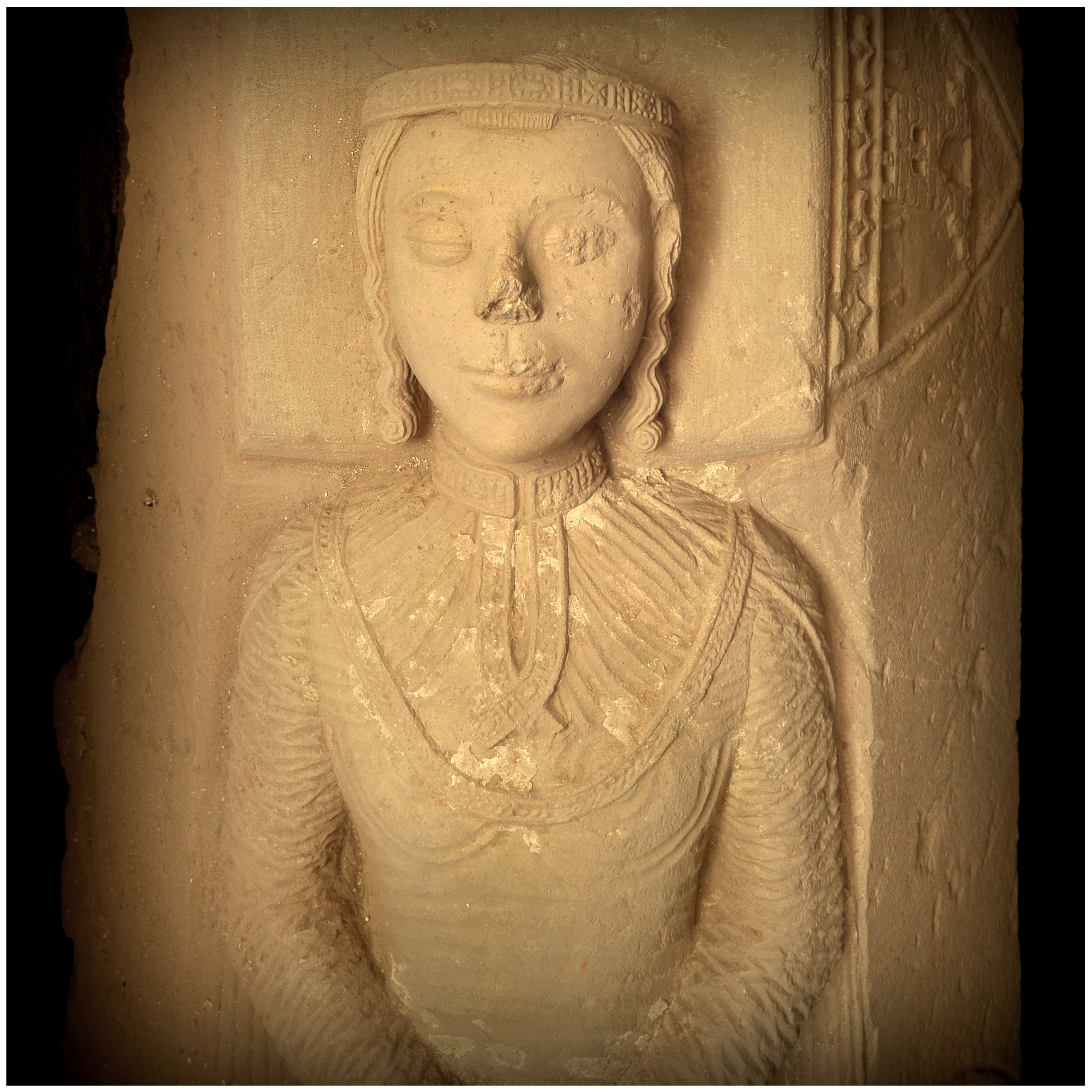
Détail d'un gisant médiéval

## Utilisation dans la fiction
- 1963 : Le Jour et l'Heure, film français de René Clément.